# 藤川晋之助
藤川 晋之助（ふじかわ しんのすけ、1953年〈昭和28年〉10月31日 - 2025年〈令和7年〉3月11日）は、日本の選挙プランナー、政治家。大阪市会議員（2期）、減税日本選挙対策事務局長・東京本部事務局長・政策顧問、東京維新の会事務局長などを歴任。本名は、藤川 基之（ふじかわ もとゆき）。

## 来歴
大阪府大阪市出身。中学生の頃、1969年に発生した東大安田講堂事件をきっかけに政治に目覚める。当初は反米思想の持主であったが、徐々に共産主義の拡大を止めなければならないと思うようになったという。高校生の時に日本学生同盟に入り、国士舘大学入学後も活動した。大学卒業後、23歳で自民党田中派の山本幸雄衆議院議員（後の自治大臣）秘書となる。
1991年、37歳で自民党から大阪市会議員に初当選する（当時は本名の藤川基之名義）。その後、自民党を離党し、小沢一郎率いる新生党に参加。2期目途中の1996年の第41回衆議院議員総選挙では、大阪6区から旧民主党公認で立候補するが、落選。1998年4月には三重県名張市の市長選挙に立候補したが、現職の富永英輔に敗れ落選し、政治家の道を断念する。
その後、インドネシアで事業を手掛けたが、アチェ紛争で帰国。民主党に合流していた小沢に選挙の手伝いを要請され、永田町に戻る。2009年の第45回衆議院議員総選挙では、群馬4区の三宅雪子陣営に入り、盤石の地盤を持つ福田康夫元首相を相手に接戦に持ち込んだ。要請に応じて、民主党のほかみんなの党の選挙参謀も務め、2012年には減税日本の選挙対策事務局長・東京本部事務局長・政策顧問を務めた。
2017年からは東京維新の会（日本維新の会東京都総支部）の事務局長を務め、2022年の第26回参議院議員通常選挙後に退職。この間、当初0人だった東京での維新の国会議員を比例代表を含め5人へと躍進させた。
2019年8月の埼玉県知事選挙では、野党候補の一本化に尽力した。
2022年11月、「藤川選挙戦略研究所」を設立。
2024年7月の東京都知事選挙では、ドトールコーヒー創業者の鳥羽博道からの要請もあり、石丸伸二前安芸高田市長陣営の選対事務局長を務めた。石丸は前参院議員の蓮舫を押さえて、2位となった。
同年9月の自由民主党総裁選挙では、高市早苗陣営の支援に入った。都知事選同様、鳥羽からの支援要請があったほか、高市の国家観に共鳴したという。大阪市議時代に非自民に転じていた藤川が自民党総裁選に本格的に関わるのは、1982年自由民主党総裁選挙以来42年ぶりであった。藤川は石丸を支援していたフリーのYouTuberらにお願いをし、高市支援を呼びかけたという。同月にはアメリカ大統領選挙に立候補しているドナルド・トランプ前大統領の秘書に打診し、石丸とトランプが5分程度会談する方向で調整したが、石丸が「忙しいです」と述べ行かなかったため実現しなかった。
同年10月の第50回衆議院議員総選挙では、国民民主党が躍進。藤川によれば、同党の玉木雄一郎代表とは2回会食し、選挙についてアドバイスをしたという。
同年11月の兵庫県知事選挙では、再選を目指す斎藤元彦から支援を求められたが、藤川の友人である清水貴之もこの選挙に出馬していたため、「不義理はできない」として要請を断った。
2025年1月には石丸が新たな地域政党「再生の道」設立を発表。藤川の事務所の事務局長が退職し、新党の事務局長となった一方、藤川自身は関与していないとしている。また、石丸の新党が政策を出さない方針を示したことについて、「政策を語ってほしい」と苦言を呈した。この危惧は、藤川の死後行われた2025年東京都議会議員選挙で所属議員全員落選という結果に現れた。
同年2月12日、デヴィ・スカルノらと共に12（ワンニャン）平和党の結成記者会見に出席し、同党の選挙対策委員長に就任したことを発表した。
しかし、会見から約1か月後となる同年3月11日1時54分、東京都内の病院で死去した。71歳没。藤川選挙戦略研究所の関係者の話によれば、右足を低温火傷した事が要因で細菌が入り、また心臓にも持病を抱えていたことで2月下旬から入院加療を受けていたという。亡くなる前日までは会話もできていたが、未明に容態が急変したとされる。同年4月25日、12平和党は、夏の参院選への候補者擁立を断念し、解散したと発表した。スカルノは公式サイトの動画で「藤川氏の逝去という予想できない事態に加え、私自身の日本国籍への帰化承認問題が未解決のままで現在に至っている。政党としての活動を、残念ながらここでいったん終了することを決断せざるを得なかった」と説明した。

## 人物
- 参謀役を務めた選挙の結果は、130勝14敗（2024年8月時点）[1]であるとされ、「選挙の神様」とも呼ばれる[16]。